# Xã Neosho, Quận Labette, Kansas
Xã Neosho (tiếng Anh: Neosho Township) là một xã thuộc quận Labette, tiểu bang Kansas, Hoa Kỳ. Năm 2010, dân số của xã này là 182 người.